# پیتر سرافیناویچ
پیتر سرافیناویچ (انگلیسی: Peter Serafinowicz؛ زادهٔ ۱۰ ژوئیهٔ ۱۹۷۲) هنرپیشه، صدا پیشه، کمدین و فیلم‌نامه‌نویس اهل بریتانیا است. از فیلم‌هایی که وی در آن نقش داشته‌است می‌توان به شان می‌میرد، حباب، شب افتتاحیه، یک مرد معمولی، بچه کلسیم و فرار زوج‌ها اشاره کرد.